# Vilafranca de Bonany
Vilafranca de Bonany ist eine Gemeinde auf der spanischen Baleareninsel Mallorca. Sie zählt 3.816 Einwohner (Stand: 2024), von denen im Jahr 2008 2654 im gleichnamigen Ort lebten. Im Jahr 2006 betrug der Ausländeranteil der Gemeinde 10,3 % (264), der Anteil deutscher Einwohner 0,7 % (17).
Als letzte Siedlung an der Hauptstraße vor dem noch etwa zehn Kilometer entfernten Manacor wurde Vilafranca de Bonany erst im 17. Jahrhundert gegründet und besitzt auch Sehenswürdigkeiten. Vilafranca de Bonany gilt als Handelsplatz der Obstbauer von Mallorca. Zahlreiche Obststände befinden sich direkt an der Hauptstraße mit saftigen Früchten und taufrischen Gemüse, darunter die kleinen Tomaten am Zweig (tomatiques de ramellet), scharfe Paprika und Aprikosen. Berühmt ist Vilafranca jedoch für seine honigsüßen Melonen.
Seit August 2020 gibt es in der Calle Bonany 7 ein Korkenziehermuseum.
Umgeben ist der Ort von fruchtbaren Feldern und die Bevölkerung lebte damals auch vorwiegend von der Landwirtschaft, doch heute arbeiten nur noch die wenigsten der Familien in diesem Gewerbe. Ein Teil der Einwohner arbeitet in der Produktion oder im Vertrieb der Ziegelei am Ortsausgang in Richtung Manacor und andere betreiben Geschäfte oder arbeiten im Baugewerbe. Vilafranca ist nicht bekannt für Massentourismus.

## Sehenswürdigkeiten
- Pfarrkirche Santa Bàrbara
- Einsiedelei Ermita de Bonany am Hügel Puig de Bonany
- Moli Nou (Mühle aus dem 16. Jahrhundert)
- Korkenziehermuseum Mallorca

## Feste
- Festa del Meló (Melonenfest), im September
- Santa Bàrbara, Patronatsfest am 4. Dezember

## Märkte
- Fira del Meló (Melonenmarkt), im September
- Wochenmarkt, mittwochs auf der Plaça Tomeu Penya